# 降落区
《降落区》是由阿彻·麦克莱恩（以Arena Graphics名义）开发的水平滚动射击游戏，由US Gold于1984年发行，对应雅达利8位家族电脑。游戏后登陆康懋達64上，以及红白机、Game Boy、Game Gear和Game Boy Color等游戏机。
作为麦克莱恩的第一款商业游戏，《降落区》的玩法和风格与街机游戏《保卫者》相似。本作借用《保卫者》中的诸多元素，如相同风格的字体、外星人和标题画面。